# Canada Lee

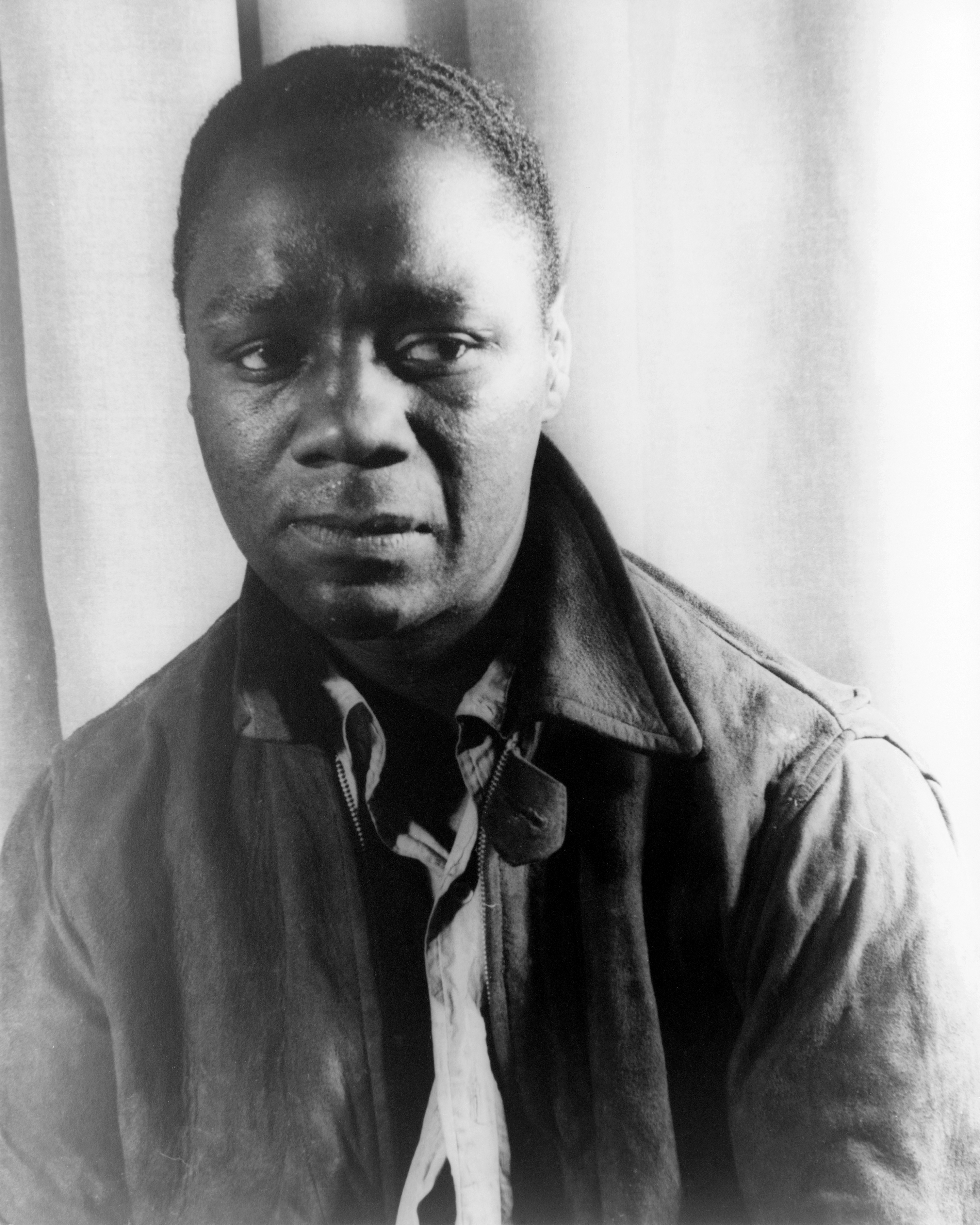
Canada Lee in Native Son (1941)

Canada Lee (eigentlich Lionel Cornelius Canegata; * 3. März 1907 in New York City; † 9. Mai 1952 ebenda) war ein US-amerikanischer Schauspieler, Sportler und Aktivist in der Bürgerrechtsbewegung der 1930er- und 1940er-Jahre. Kurz vor einem Termin vor dem Komitee für unamerikanische Umtriebe starb er an Nierenversagen, das zu einer tödlichen Harnvergiftung (Urämie) führte.

## Jugend und Sport
Canada Lee wuchs als Kind westindischer Eltern in New York City auf. In frühen Jahren versuchte er auf vielfältige Weise, aus der Armut zu entfliehen. Mit 12 war er ein Konzertgeiger, bevor er von zu Hause ausriß. Er wurde ein Profi-Jockey, doch nachdem er zu groß für den Pferdesport wurde, versuchte er sich als Boxer. Ein Ansager, der mit seinem realen Namen Probleme hatte, kündigte ihn als Canada Lee an. Cornelius nahm nun diesen Namen als Pseudonym an und kämpfte sich durch die Boxranglisten nach oben, um einen Kampf um den Titel des Weltergewichtsmeisters zu erhalten. Eine Verletzung beendete seine Sportler-Karriere. Nach einem Schlag kam es in seinem rechten Auge zu einer Netzhautablösung. Alsbald leitete und managte er ein 15-Mann-Orchester in Harlem, The Jitterbug. Doch weder die Band noch der Nachtclub, in dem sie auftraten, überstand die Weltwirtschaftskrise in der Mitte der 1930er Jahre.

## Karriere am Theater
Durch ein Versehen kam Canada Lee zur Schauspielerei. Während er sich eigentlich auf eine Stelle als Arbeiter bewerben wollte, geriet er in ein Vorsprechen. Dort engagierte ihn Frank Wilson in einer Nebenrolle für das Stück Brother Moses, das vor Zehntausenden von Menschen im Central Park gespielt wurde. Seine Kritiken waren sehr gut und so entschloss sich der Ex-Boxer zum Karrierewechsel. Er kam mit vielen hochangesehen Schauspielern und Regisseuren der 1930er Jahre in Kontakt. Nach mehreren kleinen Rollen bekam er 1936 am American Negro Theatre von Orson Welles die Gelegenheit, in dessen Drama Macbeth mitzuwirken. Lees Rolle war die des Banquo in Welles sehr kontroverser Adaption des Shakespeare-Stoffes.
Nach zwei Jahren am Negro Theatre kamen Welles und Lee wieder zusammen. Welles inszenierte 1941 Richard Wrights Bühnenstück Native Son, ein großer Erfolg für beide. Die New York Times bezeichnete Lee als größten Neger-Schauspieler seiner Ära. Auch der Autor Wright war sehr angetan von Welles Inszenierung und Lees Darstellung des Bigger Thomas.
Auch während des Weltkrieges führte Lee seine Schauspieler-Karriere fort. 1943 war er in dem Stück North Pacific unter der Regie von Lee Strasberg zu sehen. Er wurde der erste Afro-Amerikaner, der den Caliban in Margaret Websters Inszenierung von The Tempest spielte. In John Websters The Duchess of Malfi war er von George Ryland als Bosola besetzt worden. Lee spielte einen Weißen, dafür musste er weiß geschminkt werden.
Nach dem Krieg spielte er 1946 in Margo Jones’ On Whitman Avenue. ein Drama gegen rassistische Vorurteile. Lee trat hier gleichzeitig als Produzent in Erscheinung und war damit der erste afro-amerikanische Broadway-Produzent.

## Karriere beim Film
Sein Filmdebüt gab Lee 1939 in Keep Punching, ein Film über den Boxsport. Seine bekannteste Rolle war 1944 die eines Seemannes in Das Rettungsboot von Alfred Hitchcock. Es folgte eine Nebenrolle in Jagd nach Millionen, einem weiteren Boxfilm. 1951 beendete Lee seine Karriere beim Film mit dem britischen Film Denn sie sollen getröstet werden (Cry, the beloved Country) an der Seite von Sidney Poitier. Regie führte Zoltan Korda.

## Arbeit als Bürgerrechtler
Als Schauspieler kam Canada Lee mit vielen Führungspersönlichkeiten in Kontakt. Langston Hughes schrieb zwei Stücke, die den amerikanischen Rassismus kritisierten, doch sie waren zu kontrovers und kamen nie zur Aufführung. Lee sprach in Schulen, sponserte Wohltätigkeitsveranstaltungen und begann die beginnende Rassentrennung in den amerikanischen Streitkräften zu kritisieren. Nach Kriegsende war Lee bei vielen Veranstaltungen der United Service Organizations (USO) zugegen. Für das Werben und Verkaufen von Kriegsanleihen wurde Lee vom US Recruiting Office und vom Treasury Department ausgezeichnet.
In den späten 1940er Jahren bekamen es einige von Lees Bekannten mit der Hexenjagd der McCarthy-Ära zu tun. 1949 wurde ein Hörspiel, das von American Tobacco produziert wurde und in dem Lee auftrat, ohne ersichtlichen Grund abgesetzt. Das FBI bot an, Lee zu rehabilitieren, wenn er im Gegenzug seinen langjährigen Freund Paul Robeson als Kommunisten denunzieren würde. Doch die Freundschaft zwischen beiden Schauspielern dauerte bis zu Lees Tod.
Auf dem Höhepunkt des Blacklistings in Hollywood, als zahlreiche Filmschaffende wegen des Verdachts kommunistischer Tätigkeiten auf eine „schwarze Liste“ gesetzt wurden, ging Lee nach England und machte dort mit Sidney Poitier seinen letzten Film. Um ihre Rollen als afrikanische Minister rollengerecht verkörpern zu können, wurden Poitier und Lee als Vertragsarbeiter nach Südafrika geschmuggelt. Lees letzter Film war ein Aufruf zur internationalen Solidarität aller Schwarzen auf der Welt. Lee wurde auf den Index der „unamerikanischen“ Künstler gesetzt und bekam keine Arbeit mehr. In Italien wollte Lee an einer Filmversion von Othello mitwirken, doch sein Pass wurde von den amerikanischen Behörden einbehalten.
Nach seinem Tod kamen Gerüchte auf, Lee habe Robeson als Kommunist denunziert. Der tote Lee konnte sich natürlich nicht verteidigen, so dass sein Name mit diesem Vorwurf beschmutzt wurde. Die Bürgerrechtsbewegung nahm keine Notiz mehr von den Leistungen Lees.

## Filmografie (Auswahl)
- 1939: Keep Punching
- 1944: Das Rettungsboot (Lifeboat)
- 1947: Jagd nach Millionen (Body and Soul)
- 1949: Wenn Eltern schweigen (Lost Boundaries)
- 1951: Denn sie sollen getröstet werden (Cry, the Beloved Country)